# Park Narodowy Ichigkat Muja - Cordillera del Condor
Park Narodowy Ichigkat Muja - Cordillera del Condor (hiszp. Parque nacional Ichigkat Muja - Cordillera del Condor) – park narodowy położony w Peru, przy granicy z Ekwadorem, w regionie Amazonas (prowincja Condorcanqui). Został utworzony 10 sierpnia 2007 roku i zajmuje obszar 884,77 km². W 2008 roku został zakwalifikowany przez BirdLife International jako ostoja ptaków IBA. Jedną z przyczyn powstania parku, oprócz ochrony dziewiczej przyrody, było podpisanie w 1999 roku porozumienia między Peru a Ekwadorem o zakończeniu konfliktu zbrojnego o terytoria przygraniczne. W porozumieniu oba kraje zobowiązały się do utworzenia „parków pokoju” na terenach spornych.

## Opis
Park znajduje się w Amazonii, na wschodnich zboczach Andów, w dorzeczu rzeki Marañón i obejmuje w dużej części pasmo górskie Cordillera del Cóndor na wysokościach od 500 do 3000 m n.p.m. Flora i fauna na terenie parku nie została dokładnie zbadana.
Klimat równikowy. Średnio roczne opady wynoszą od 2400 do 4500 mm.

## Flora
Niżej położoną część parku pokrywa wilgotny las równikowy, wyżej występuje tropikalny wilgotny las górski i las mglisty. Rośnie tu narażona na wyginięcie (VU) Swietenia macrophylla, a także m.in.: Cavanillesia umbellata, Cedrelinga catenaeformis, Capirona decorticans i drzewa z rodzaju Cedrela.

## Fauna
Z ssaków w parku żyją m.in.: zagrożone wyginięciem (EN) tapir górski i czepiak czarci oraz narażone na wyginięcie (VU) andoniedźwiedź okularowy i zbójnik andyjski.
W parku zarejestrowano do tej pory ponad 150 gatunków ptaków. Są to m.in.: czubacz białosterny, barwniczka plamkoskrzydła, złotopiórka, sóweczka ciemna, zapylak ekwadorski, srokaczek białopierśny, cierniosternik kolumbijski, wdowik andyjski, lanio rdzaworzytny, stokowczyk prążkoskrzydły, szarogonek kreskowany, złotopiór lśniący.